# Lispe simonyii
Lispe simonyii este o specie de muște din genul Lispe, familia Muscidae. A fost descrisă pentru prima dată de Becker în anul 1910. Conform Catalogue of Life specia Lispe simonyii nu are subspecii cunoscute.